# 一宮市消防本部
一宮市消防本部（いちのみやししょうぼうほんぶ）は、愛知県一宮市の消防部局（消防本部）。管轄区域は一宮市全域。

## 概要
- 消防本部：一宮市緑1-1-10
- 管内面積：113.91km2
- 職員定数：390人
- 消防署3カ所、消防分署1カ所、消防出張所8カ所
- 主力機械（2018年4月1日現在）
  - 消防ポンプ自動車：1
  - 水槽付消防ポンプ自動車：19（内、非常用：3）
  - はしご付消防自動車：2
  - 化学消防ポンプ自動車：1
  - 小型動力ポンプ付水槽車：1
  - 救助工作車：2
  - 救急自動車：14（内、非常用：3）
  - 指揮車：2
  - 指令車：5
  - 広報車：15
  - 搬送車：3
  - 人員輸送車：1
  - 機材輸送車：1
  - 高所作業車：2
  - ボートトレーラー：1

## 沿革
【尾西】は旧尾西市、【木曽川】は旧葉栗郡木曽川町の事項である。
- 1948年3月　一宮市消防本部・消防署を開設する。
- 1950年11月　消防本部・消防署庁舎が完成する。
- 1950年12月　八幡出張所を開設する。
- 1958年9月　救急業務を開始する。
- 1960年4月　奥出張所を開設する。
- 1960年10月　【尾西】尾西市消防本部設置条例を制定する。
- 1960年12月　萩原出張所を開設する。
- 1961年9月　浅井出張所・東部出張所を開設する。
- 1962年4月　【尾西】救急業務を開始する。
- 1962年9月　南部出張所・北部出張所を開設する。
- 1965年6月　【尾西】消防本部・消防署庁舎が完成する。
- 1968年4月　現在地に消防本部・消防署庁舎が完成する。
- 1968年4月　【木曽川】木曽川町消防本部・消防署を開設する。消防本部・消防署庁舎が完成する。
- 1970年2月　【木曽川】救急業務を開始する。
- 1978年5月　【木曽川】消防本部・消防署庁舎が現在地に完成する。（現：木曽川消防署）
- 1980年1月　大和出張所を開設する。
- 1982年1月　西成出張所を開設する。
- 1986年1月　今伊勢消防出張所を開設する。南部出張所を丹陽消防出張所に、東部出張所を千秋消防出張所に、出張所を消防出張所に改称する。
- 1987年3月　葉栗消防出張所を開設する。
- 1988年1月　八幡消防出張所が八幡消防分署に昇格する。
- 1989年11月　【尾西】消防本部・消防署庁舎が現在地に完成する。（現：尾西消防署）
- 1991年4月　北部消防出張所が移転し、北方消防出張所に改称する。
- 1993年4月　高規格救急車の運用を開始する。
- 1996年1月　【木曽川】高規格救急車の運用を開始する。
- 2005年4月　尾西市及び木曽川町を編入合併する。尾西市消防本部を尾西消防署、木曽川町消防本部を木曽川消防署に改称する。
- 2013年4月　今伊勢及び奥消防出張所を統合、今伊勢・奥消防出張所を開設する。
- 2016年4月　「一宮市・稲沢市消防指令センター」を本部庁舎内に開設、稲沢市消防本部との共同運用に移行。
- 2017年4月　浅井及び西成消防出張所を統合、浅井・西成消防出張所を開設する。

## 組織
- 本部 - 総務課、通信指令課、予防課
- 消防署

## 消防署
| 消防署       | 住所                          | 消防分署         | 消防出張所 |
| ------------ | ----------------------------- | ---------------- | --- |
| 一宮消防署   | 緑1-1-10                      | 八幡：八幡4-1-12 | 千秋：千秋町佐野字加村1-1 浅井・西成：浅井町東浅井字新開前27 大和：大和町苅安賀字上東出37 丹陽：多加木4-30-13 |
| 尾西消防署   | 西五城字中切浦13-1            | なし             | 萩原：萩原町串作字水絶15 今伊勢・奥：今伊勢町馬寄字東瀬古22-1                                                 |
| 木曽川消防署 | 木曽川町黒田字北宿二の切247-1 | なし             | 葉栗：大毛字御申塚19 北方：北方町北方字西金丸60                                                               |

なお、丹陽消防出張所及び大和消防出張所は本署ではなく分署の管轄下にある。